# Hermine Schröder

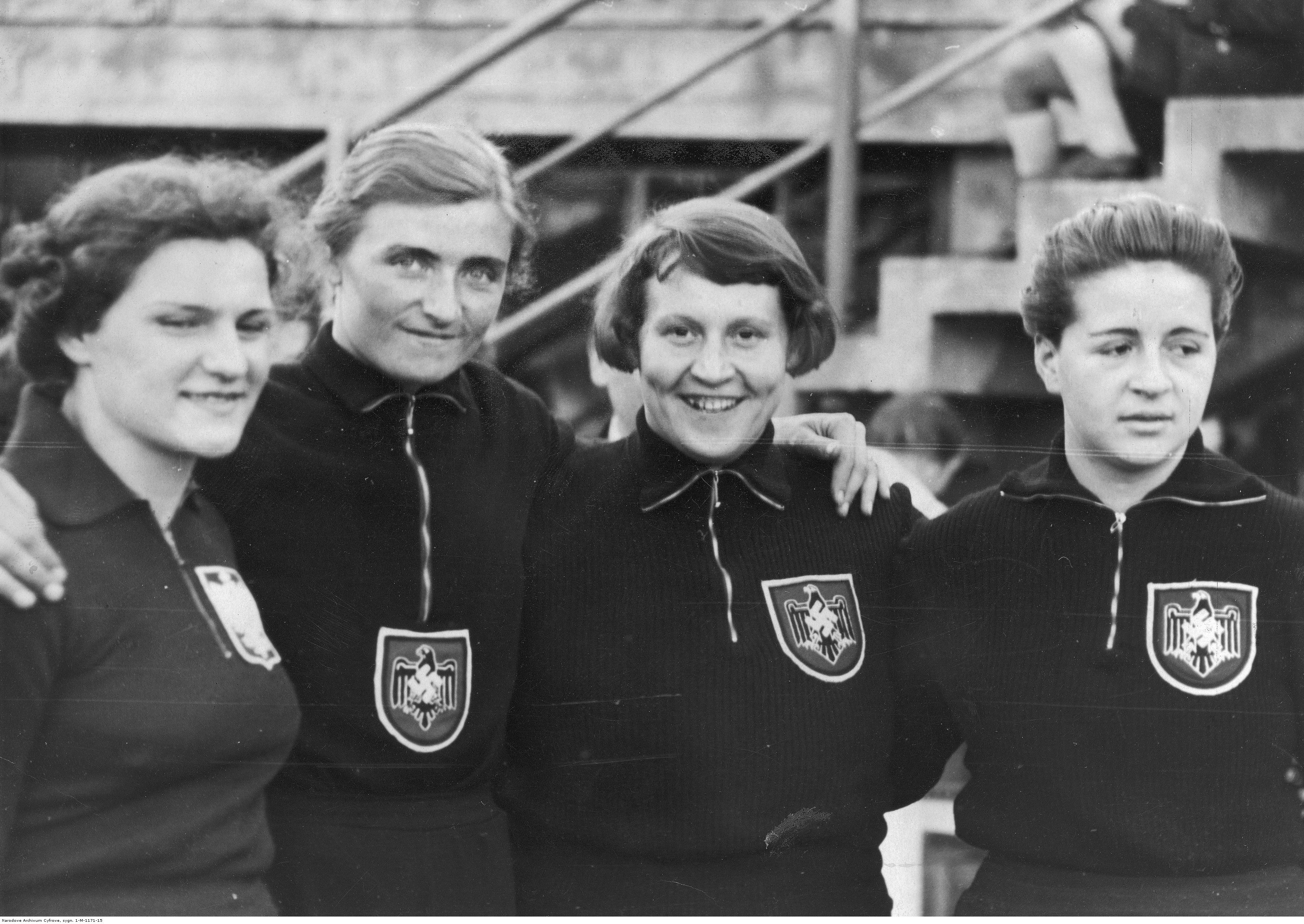
Europameisterschaften 1938, Kugelstoßen Frauen: (links nach rechts) Wanda Flakowicz (Bronze), Gisela Mauermayer (Silber), Schröder (Gold), Helma Wessel (Vierte)

Hermine Schröder, geb. Wüst (* 12. Februar 1911 in Ludwigshafen am Rhein; † 9. August 1978 ebenda), war eine deutsche Leichtathletin, die bei den Europameisterschaften 1938 Siegerin im Kugelstoßen wurde. Mit 13,29 m lag sie zwei Zentimeter vor Gisela Mauermayer.
Bei den Deutschen Meisterschaften wurde sie 1931 Zweite hinter Grete Heublein. 1932 und 1933 gewann sie den Titel vor Heublein, 1934 wurde sie Zweite hinter Gisela Mauermayer. Bei den Olympischen Spielen 1936 wurde kein Wettbewerb im Kugelstoßen der Frauen ausgetragen und bei den Deutschen Meisterschaften fiel der Wettbewerb 1935 und 1936 aus, damit Athletinnen wie Mauermayer und Paula Mollenhauer sich auf den Diskuswurf konzentrieren konnten. Von 1937 bis 1939 wurde Schröder hinter Gisela Mauermayer noch dreimal Zweite bei Deutschen Meisterschaften. 1938 gelangen Schröder mit 14,09 m und 14,08 m die besten Weiten ihrer Karriere. Hermine Schröder gehörte dem Sportverein TV 1883 Mundenheim an.